# Odensvi socken, Småland
Odensvi socken i Småland ingick i Södra Tjusts härad, ingår sedan 1971 i Västerviks kommun i Kalmar län och motsvarar från 2016 Odensvi distrikt.
Socknens areal är 147,12 kvadratkilometer, varav land 133,71. År 2000 fanns här 393 invånare. Kyrkbyn Odensvi med sockenkyrkan Odensvi kyrka ligger i socknen.

## Administrativ historik
Odensvi socken har medeltida ursprung.
Vid kommunreformen 1862 övergick socknens ansvar för de kyrkliga frågorna till Odensvi församling och för de borgerliga frågorna till Odensvi landskommun. Landskommunen inkorporerades 1952 i Gamleby landskommun, som 1971 uppgick i Västerviks  kommun. Genom beslut 16 december 1982 överfördes till denna socken/församling Stuverum 1:1 i Tallsebo by samt Vårdslunda 2:8 från Hycklinge socken (församling) i Östergötlands län.
1 januari 2016 inrättades distriktet Odensvi, med samma omfattning som församlingen hade 1999/2000.  
Socknen har tillhört samma fögderier och domsagor som Södra Tjusts härad. De indelta soldaterna tillhörde Andra livgrenadjärregementet, Tjusts kompani. De tio indelta båtsmännen tillhörde Tjusts båtsmanskompani.

## Geografi och natur
Odensvi socken ligger nordväst om Västervik kring Kyrksjön och södra delen av sjön Tynn. Socknen är en kuperad skogsbygd och bördiga sjörika sprickdalar. Tynn delas med Dalhems socken i Västerviks kommun och Oppeby socken i Kinda kommun. En annan större insjö är Kyrksjön.
Möckelkullens naturreservat är ett kommunalt naturreservat.
Sätesgårdar var Odensviholms säteri, Ogestads säteri, Puttorps säteri, Kulla herrgård och Näringe säteri.
I Eneby fanns förr ett gästgiveri.

## Fornlämningar
Kända från socknen är en hällkista från stenåldern, ett flertal gravrösen från bronsåldern och domarringar, 17 gravfält samt åtta fornborgar från järnåldern.

## Befolkningsutveckling
Befolkningen ökade från 1 415 1810 till 1 907 1880 varefter den minskade stadigt till 450 1990.

## Namnet
Namnet (1371 Odhinswj) kommer från kyrkbyn. Förledet är Oden och efterleden är vi, 'helig plats, kultplats'.

## Personer från bygden
- Gunnar Wennerberg tonsättare född 1817
- Amelie Posse författare född 1884
- Amelie Fleetwood operasångerska född 1959 på Odensviholm